# Józef Jan Bossowski
Józef Jan Aleksander Bossowski (ur. 14 września 1882 w Stryszawie pod Suchą Beskidzką, zm. 18 października 1957 w Poznaniu) – prawnik, historyk prawa, profesor Uniwersytetu Poznańskiego.

## Życiorys
Uczył się w gimnazjum w Wadowicach oraz w Krakowie. Maturę uzyskał w 1900 roku. W 1906 roku uzyskał doktorat prawa na Uniwersytecie Jagiellońskim. Pracował jako sędzia hipoteczny, śledczy, później był sędzią w sekretariacie Sądu Najwyższego w Wiedniu. W 1920 roku został zastępcą profesora prawa i postępowania karnego w Poznaniu. W 1921 habilitował się na UJ, a rok później został profesorem nadzwyczajnym. W 1928 roku został profesorem zwyczajnym. Dwukrotnie był dziekanem Wydziału Prawa i Administracji UP. W latach 1938–1939 był kierownikiem biblioteki uniwersyteckiej. Od 1948 roku sędzia Sądu Najwyższego (ośrodek w Poznaniu).
Równocześnie z pracą naukowo-dydaktyczną pełnił liczne funkcje społeczne: był członkiem m.in. Stowarzyszenia Opieki nad Więźniami i Rodzinami na Województwo Poznańskie, Poznańskiego Towarzystwa Przyjaciół Nauk i Instytutu Zachodniego, Głównej Komisji Badania Zbrodni Hitlerowskich. Był także członkiem honorowym Polskiego Towarzystwa Medycyny Sądowej i Kryminologii i członkiem założycielem Klubu Demokratycznej Profesury.
Po wojnie stworzył w Poznaniu pierwszy w Polsce instytut kryminalistyki. Od 1921 roku współpracował z czasopismem "Ruch Prawniczy i Ekonomiczny". Odznaczony Krzyżem Komandorskim Orderu Odrodzenia Polski.

## Publikacje
- Znaczenie świadków ustnego testamentu (1913)
- Czynnik ludowy w sądzie karnym (1920)
- Ewolucja postępowania dowodowego w procesie karnym (1924)
- Prawo karne i proces karny wszystkich dzielnic (1925)
- Sądy boże na Pomorzu (1937)[4]